# Elektronická evidence tržeb
Elektronická evidence tržeb (EET) či online registrace tržeb je způsob evidence tržeb, kdy jsou údaje o každé transakci obchodníka online posílány na státní správu. Systém EET v Česku se spustil roku 2016, již dříve byl zaveden v dalších zemích: v roce 2013 v Chorvatsku, v roce 2015 v Maďarsku a ve Slovinsku a od roku 2019 je online evidence tržeb povinná také na Slovensku. K roku 2020 fungovalo EET v 17 zemích Evropské unie (na Slovensku, v Rakousku, Německu, Polsku, Maďarsku, Belgii, Itálii, Slovinsku, Chorvatsku, Řecku, Rumunsku, Bulharsku, Švédsku, Litvě, Lotyšsku, Maltě a Kypru).

## EET v Česku

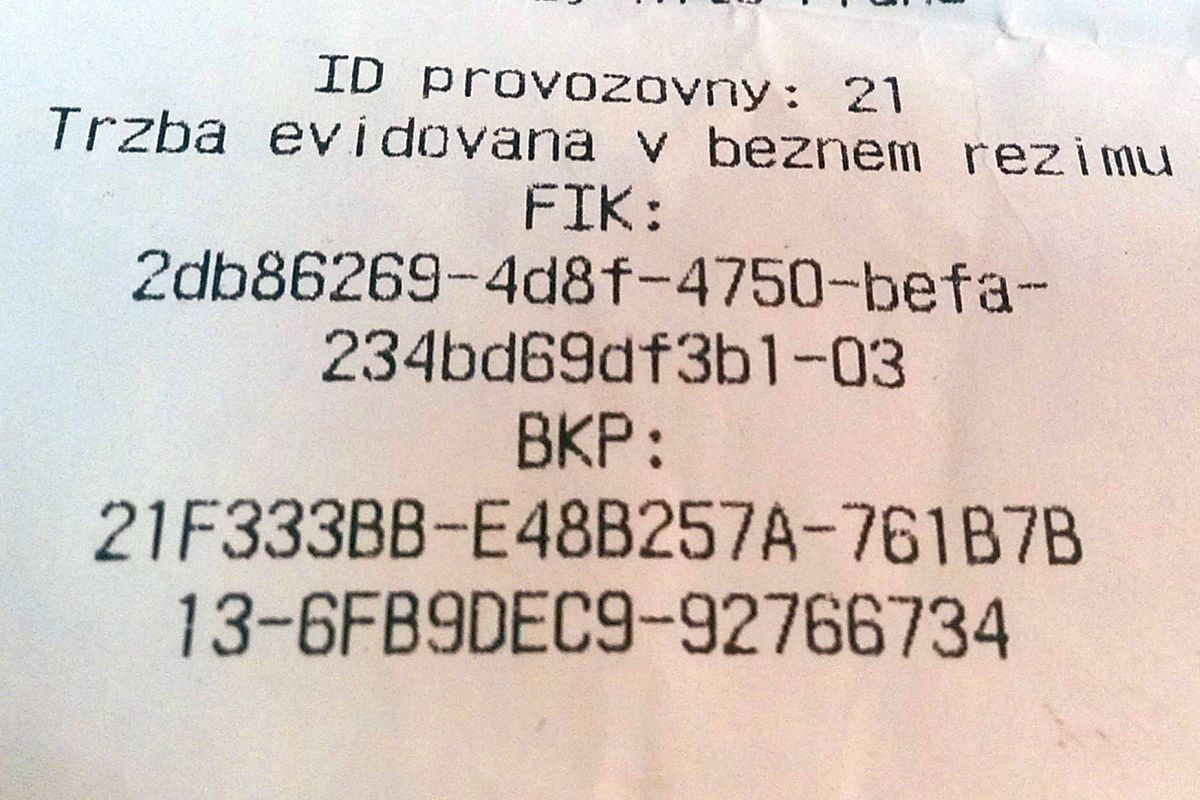
Kód FIK a další údaje na účtence

Systém EET byl představen veřejnosti v červenci 2014 na panelové diskuzi se zástupci Svazu obchodu a cestovního ruchu ČR, Ministerstva průmyslu a obchodu, Hospodářské komory a velkých obchodních řetězců i středních a malých podnikatelů. 10. února 2016 se vládě Bohuslava Sobotky na jednání sněmovny podařilo schválit EET, prosadilo se také snížení DPH u stravovacích služeb z 21 na 15 %. Od listopadu 2016 fungoval dobrovolný režim EET, kdy se podnikatelé mohli dobrovolně rozhodnout posílat data tržeb, aby si otestovali svou připravenost.
Od 1. prosince 2016 funguje ostrý provoz EET v první fázi, ve které je povinnost evidovat tržby za ubytovací a stravovací služby. Od 1. března 2017 přibyla povinnost evidence i pro maloobchod a velkoobchod. Původně měla být od března 2018 evidence povinná pro ostatní činnosti s výjimkou některých řemesel, od června 2018 pak i pro řemeslníky. Tyto třetí a čtvrté vlny EET byly v prosinci 2017 odloženy Ústavním soudem a posunuty na květen 2020. Ovšem ani tento termín není fakticky konečný a z důvodu pandemie covidu-19 byla nutnost evidování tržeb všech podnikatelů přerušena až do konce roku 2022. Návrh na kompletní zrušení zákona o EET prosazovali opoziční ODS a TOP09, ten byl sněmovnou zamítnut. Piráti navrhli zamítnutí vládní novely zákona pro spuštění třetí a čtvrté fáze.
Podnikatelé potřebují pro evidenci tržeb zařízení s připojením na internet (ať už specializovanou elektronickou pokladnu, nebo osobní počítač, tablet či chytrý telefon s příslušným softwarem) a tiskárnu na účtenky. Poplatníci, kteří jsou fyzickými osobami, si mohou z daně z příjmů za období, ve kterém uskutečnili první povinně evidovanou tržbu, odečíst až 5 000 Kč. Správce daně po přijetí této zprávy přidělí tržbě jedinečný kód, tzv. fiskální identifikační kód (FIK) a vrátí ho další elektronickou zprávou jako odpověď.
Doba odezvy centrálního systému je zákonem stanovena na dvě sekundy, při delší může obchodník vystavit účtenku bez kódu FIK. V první den spuštění byla doba odezvy centrálního systému v průměru pod jednou desetinou sekundy. První vlna EET se týkala zhruba čtyřiceti tisíc podnikatelů a podle ministerstva po téměř dvou měsících zaniklo 104 hospod, avšak 370 nových vzniklo. Podle některých analytiků měla evidence vliv na prosincové zdražení v restauracích, došlo ke zdražení zhruba o tři procenta, u půllitru piva cena stoupla průměrně o 80 haléřů.
Podle ministerstva financí došlo v prosinci 2016 ke stoprocentnímu nárůstu tržeb restaurací a hotelů, tedy na dvojnásobek oproti loňskému roku. To rozporoval server Podnikatel.cz, podle kterého „metodika výpočtu byla přinejmenším pochybná“, vzorek 4 % nepovažuje za dostatečný. Podle průzkumu z února 2017 má EET od lidí spíše pozitivní reakce. 37,8 % dotázaných uvedlo, že se EET spíše nebo velmi osvědčila, odpověď spíše nebo vůbec se neosvědčila vybralo 22,9 % lidí a 39,2 % neví.
V květnu 2017 Babiš zmírnil povinnost pro neziskové organizace a venkovské spolky, jejichž cílem není vytvářet zisk, evidovat nemusí pokud tržby nepřekročí 300 000 korun ročně. Dříve to bylo 175 000 korun ročně. Za rok fungování EET odhadovalo ministerstvo financí přínos do státního rozpočtu asi okolo pěti miliard Kč navíc, obce tak měly díky EET po jejím náběhu získat zhruba 3,6 miliardy Kč ročně navíc. Podle ministerstva financí od prosince 2016 do října 2017 zrušilo v oblasti ubytování a pohostinství podnikání 1506 subjektů, ovšem nově se registrovalo 2465 subjektů. Podle průzkumu agentury STEM z listopadu 2017 pozitivně hodnotilo EET 64 % lidí.
Aby byli zákazníci motivováni si brát z obchodů i restaurací účtenky, byla zavedena takzvaná účtenková loterie Účtenkovka. První losování proběhlo 15. listopadu 2017, zapojilo se 477 942 lidí a do slosování bylo zařazeno více než 11 milionů účtenek z října 2017, přičemž v systému EET bylo za tento měsíc vydáno asi 376 milionů účtenek. Loterie byla ukončena 15. dubna 2020. Obdoba české Účtenkovky běžela od roku 2013 i na Slovensku.
1. června 2016 podala skupina 41 poslanců k Ústavnímu soudu návrh na zrušení zákona o EET. Ústavní soud dne 12. prosince 2017 tento návrh zamítl. V roce 2020 byla povinnost elektronického vykazování tržeb vládou Andreje Babiše přerušena a v následujících dvou letech tak bylo další využívání systému EET podnikateli dobrovolné. Na jednání vlády Petra Fialy dne 9. března 2022 bylo schváleno zrušení EET k datu 31. prosince 2022 a tak se i stalo, navzdory snaze opozičního hnutí o zachování alespoň dobrovolné evidence.

## Elektronická evidence tržeb v Chorvatsku
V Chorvatsku byla EET zavedena v roce 2013. Podle TV Prima po jejím zavedení klesl počet firem podnikajících ve stravovacích a ubytovacích službách ze 17 800 na 12 200. Podle chorvatského ministra financí po zavedení EET přiznávané příjmy podnikatelů skutečně stouply. Ovšem výběr DPH zůstal v prvním roce přibližně stejný, vliv na to mělo i snížení DPH na restaurační služby z 25 na 10 %. Další roky byl již znát výrazně vyšší výběr DPH.
Mezi hlavní rozdíly oproti české EET patří, že chorvatská varianta hrozí výrazně vyššími pokutami porušením předpisů, zákazník má povinnost přijmout účtenku a eviduje se také aktuální stav hotovosti v pokladně a jméno prodavače. Tento systém přijaly v Chorvatsku všechny hlavní politické síly a není levicí ani pravicí zpochybňován.